# Schwarz-Schwedisch

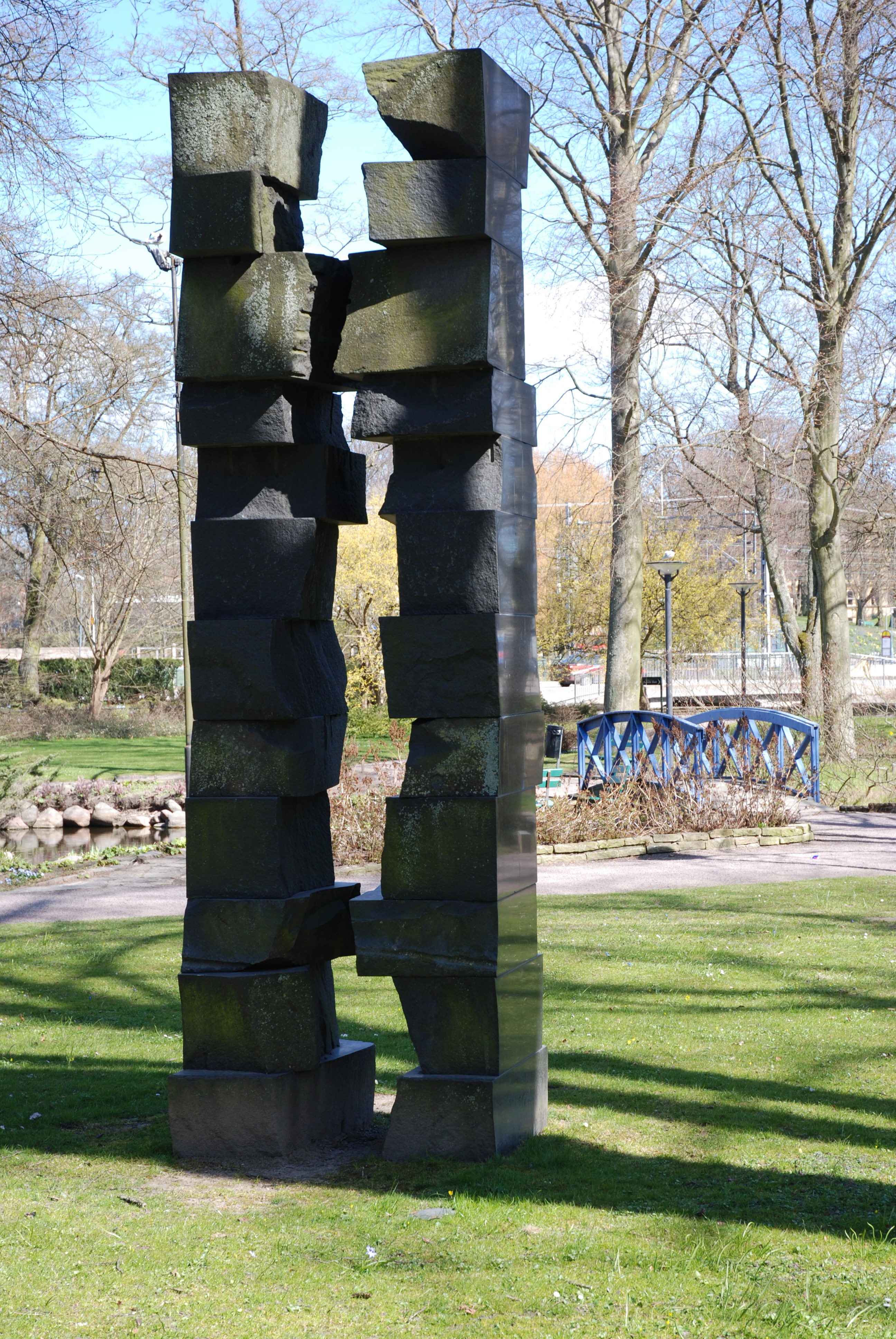
Mandala als Skulptur in Schwarz-Schwedisch von Takashi Naraha in Kalmar

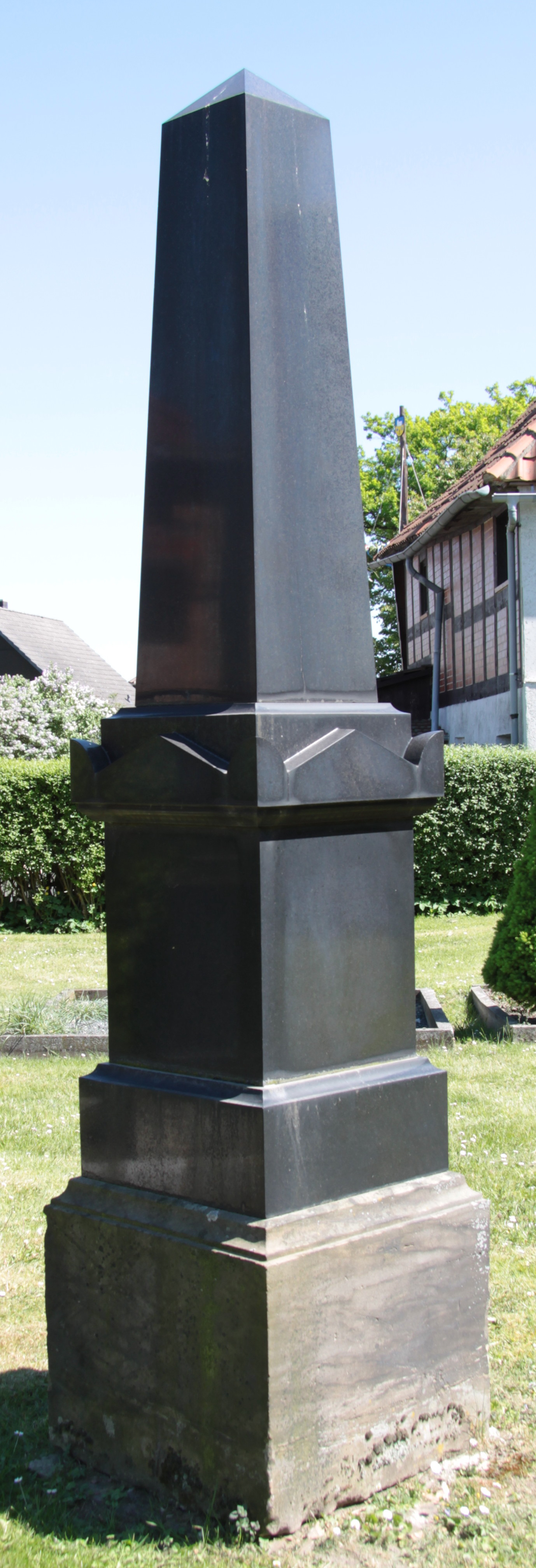
Typische Grabmalform des deutschen Bürgertums ab 1880 aus allseits poliertem Schwarz-Schwedisch

Schwarz-Schwedisch, auch Schwarzer Schwede, selten auch Ebony Black genannt und oft von Steinmetzen zu SS abgekürzt, ist ein schwedischer Naturstein, der an sehr vielen Gewinnungsorten, beispielsweise um Växjö, Älmhult, Kristianstad und Västervik gebrochen wurde. Dieser Naturstein war das Grabmal- und Denkmalgestein in Deutschland bis in die 1960er Jahre schlechthin. Das Ganggestein entstand vor etwa 900 Millionen Jahren im Präkambrium.

## Geologie
Die Vorkommen des Schwarz-Schwedisch entstanden durch den raschen Aufstieg von Magma in Spalten und Klüften des Baltischen Schildes, aus dem der Untergrund Schwedens besteht. In einer Störungszone im südschwedischen Schonen stießen zwei Erdplatten aufeinander, woraufhin sich infolge vulkanischer Aktivitäten Risse bildeten, in die Magma eindrang, steckenblieb und schnell erkaltete, wobei das feinkörnige Ganggestein entstand.

## Mineralbestand, Gesteinsbeschreibung und Einordnung
Schwarz-Schwedisch besteht aus 40 bis 60 % dunklem Plagioklas. Hornblenden und Pyroxenen können bis zu 40 bis 50 % betragen. Biotit macht etwa 5 bis 10 % aus und Apatit bis zu 5 %. In dem Gesteinsgefüge sind Eisenerze eingelagert. Die Zusammensetzung macht dieses Gestein zu einem der dunkelsten Natursteine der Welt. Schwarz-Schwedisch gibt es in durchaus hellerer sichtbarer Körnung oder tiefschwarz. In den frühen 1900er Jahren wurde Schwarz-Schwedisch im südlichen Schweden in mehr als 20 unterschiedlich schwarzen Typen gebrochen, wobei die schwärzesten Varietäten am meisten gefragt waren.
In Schweden wird dieses Gestein als Diabas und bei Friedrich Müller als Dolerit klassifiziert. Je nach mineralischer Zusammensetzung in Steinbrüchen und Lagen wurde er auch als Basalt, Dolerit oder Hyperit bezeichnet. Der in Schweden übliche Begriff Diabas orientiert sich an der in England üblichen Gesteinsbezeichnung, die nicht mit dem Gebrauch dieses Wortes in zahlreichen Ländern übereinstimmt. Auf Grundlage der Nomenklatur der IUGS bezeichnet man es heute als Mikrogabbro.

## Abbau und Verwendung
Abgebaut wird Schwarz-Schwedisch in den Steinbrüchen Hägghult, Duvhult und Gylsboda und Brännhult, die sich in den Regionen Skåne und Småland befinden. Im Steinbruch der Sorte Hägghult, einem der zahlreichen historischen Steinbrüche des Schwarz-Schwedisch wird seit 1899 bis heute abgebaut.
Schwarz-Schwedisch hat große kulturgeschichtliche Bedeutung auf den historischen Friedhöfen in Deutschland, denn dieser Naturstein wurde von der wohlhabenden Bürgerschicht seit den 1880er Jahren bis zum Ersten Weltkrieg in großem Umfang und danach weiterhin bevorzugt verwendet. Mit der Zeit der Industrialisierung und fortschreitenden Mechanisierung entstand eine Steinindustrie, die in der Lage war, diesen extrem harten und schwer zu bearbeitenden Naturstein in massenhaften Umfang zu sägen, zu schleifen und zu polieren. Auch komplizierte polierte Profile wurden hergestellt. Auf vielen historischen Friedhöfen sind Grabmale aus diesem Stein bis heute erhalten, die große Haltbarkeit des Materials zeigt sich an ihrem meist noch sehr guten Zustand, allenfalls sind die polierten Oberflächen nach meist mehr als 120 Jahren leicht stumpf geworden.
Aufgrund seiner vergleichbaren Härte und Witterungsbeständigkeit wurde Schwarz-Schwedisch früher falsch als Granit oder Syenit bezeichnet und dies gilt auch für die heute noch verwendete Bezeichnung für Schwarz-Schwedisch als Schwarzer Granit. Verwendung fand dieser Naturstein in Deutschland vor allem für Grabmale und Denkmale, Schriftplatten und Epitaphe, Urnen und Schalen und war das Grabmalmaterial überhaupt bis in die 1960er Jahre. Durch sein begrenztes räumliches Vorkommen in 10 bis 55 Meter schmalen Spalten ist ein wirtschaftlicher Abbau mitunter schwierig und die meisten Rohblöcke sind relativ kleinformatig mit zahlreichen Rissen. Viele Steinbrüche sind dadurch langgestreckt, weil sie dem natürlichen Gangverlauf folgen. Aufgrund dieser Gegebenheiten ist Schwarz-Schwedisch einer der teuersten Natursteine im weltweiten Handel.
Schwarz-Schwedisch kann nur mit großem körperlichem Aufwand mit Handwerkzeugen bearbeitet werden, da er zu den festesten Hartgesteinen der Welt zählt. Er ist gegen Frost und Aggressorien beständig. Seine Politur ist dauerhaft und erzeugt bei Sonnenlicht einen metallischen Glanz. Da der Naturstein sehr dicht ist, erzeugt er beim Anschlagen einen metallischen Klang.
Heute wird Schwarz-Schwedisch vor allem in Deutschland in geringen Mengen für Fußböden oder in Bädern für Einlagearbeiten oder von Steinbildhauern verwendet. Durch die Internationalisierung des Natursteinhandels werden vergleichbar dunkle Gesteine aus anderen Ländern bevorzugt.

## Sonstiges
Im Nachkriegsroman Der schwarze Obelisk von 1956 verwendet Erich Maria Remarque einen schwarzen Grabstein aus Schwarz-Schwedisch in Obeliskform zum Symbol der Reaktion, an dem aufgeklärte Steinmetzen „ihr Wasser abschlagen“.
In Lönsboda gibt es das Hägghult-Museum, das eine die historische Ausstellung über die dortige Steinbruchtätigkeit des Schwarz-Schwedisch beherbergt und in der Nähe befindet sich ein Skulpturenpark mit künstlerischen Werken aus diesem Gestein.

## Fotogalerie

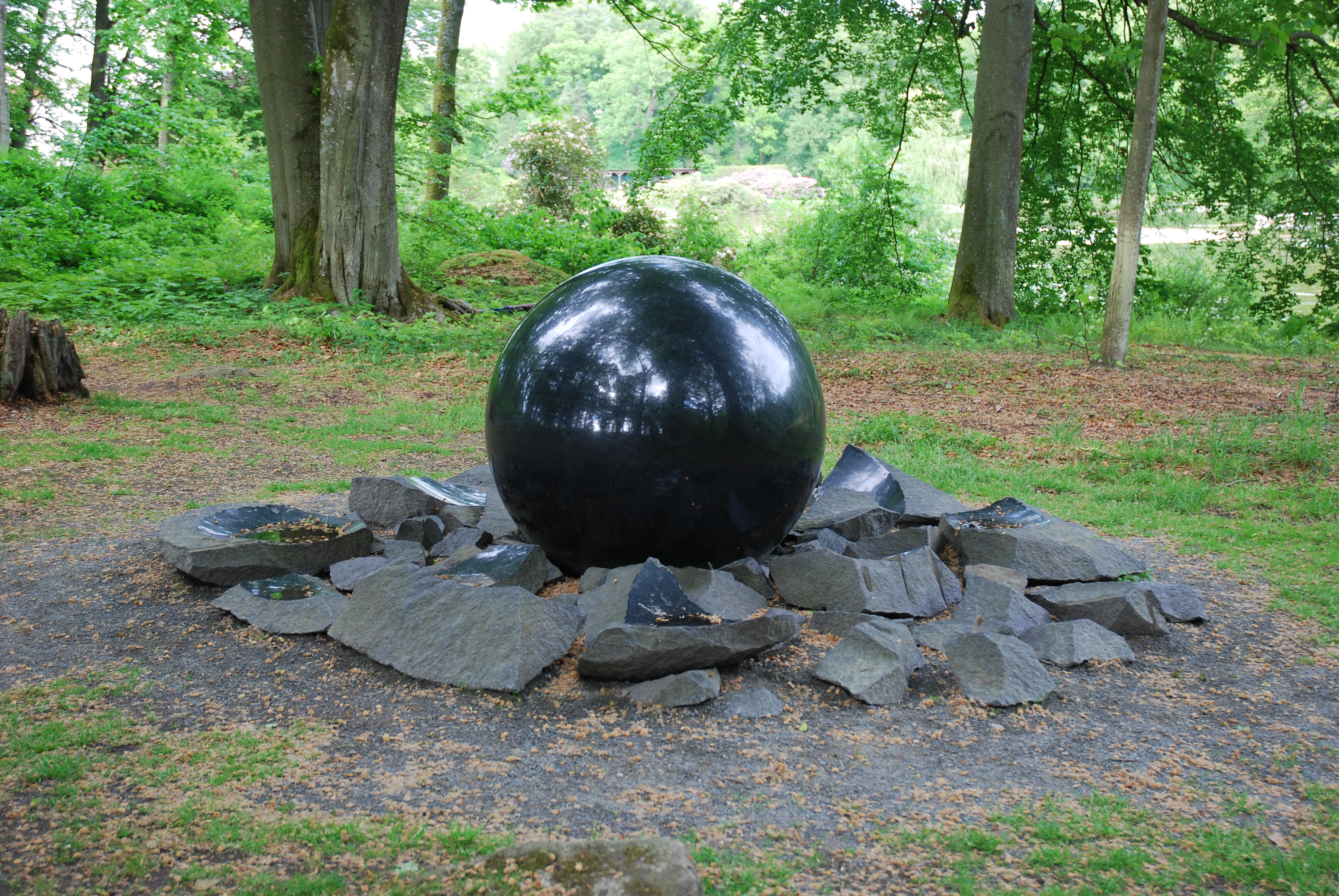
Skulptur von Pål Svensson Sprungen ur (herausgebracht), Wanås Castle, Schweden
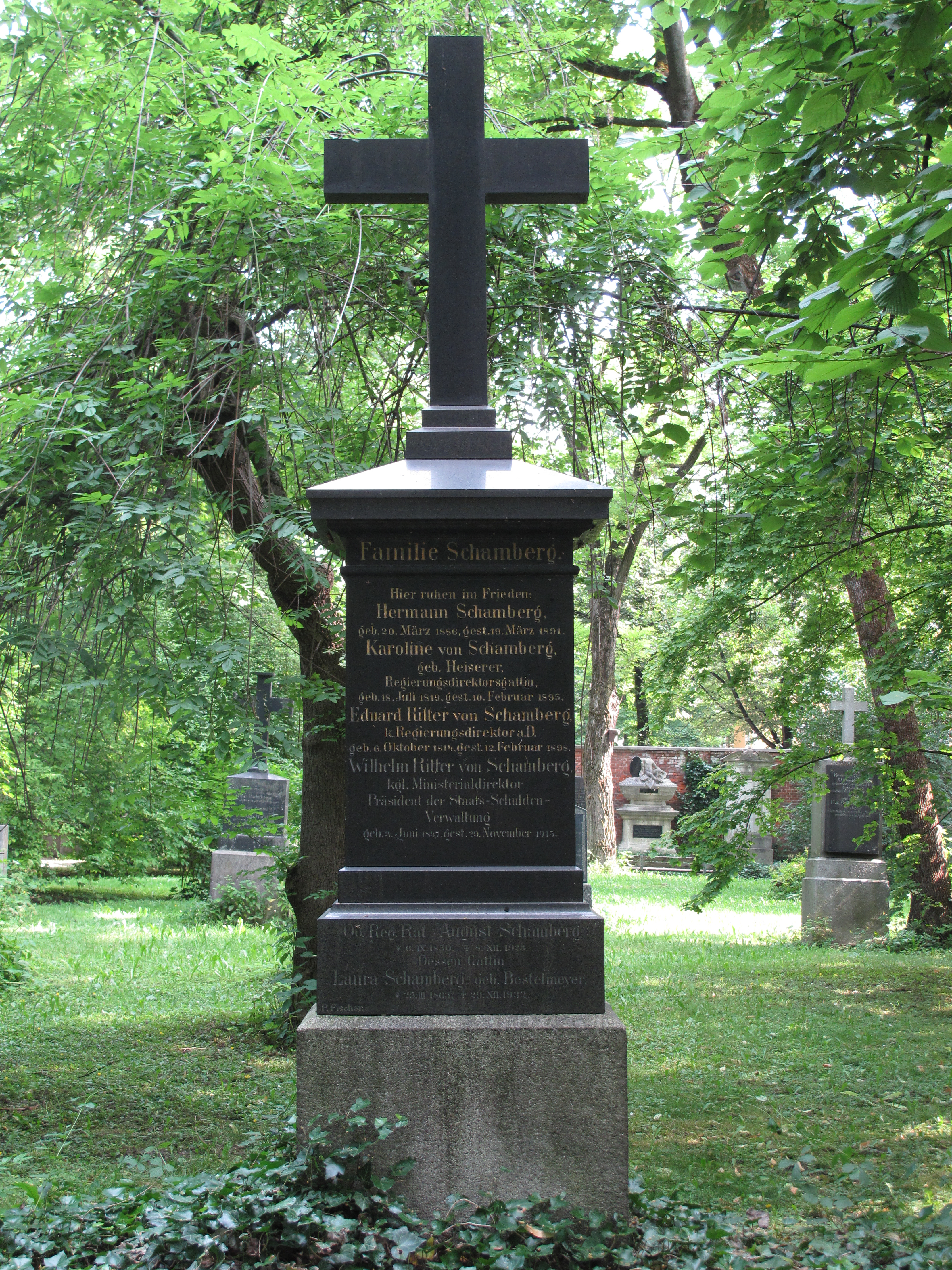
Eine der typischen historischen Grabmalformen aus Schwarz-Schwedisch, die allseits poliert waren (Alter Nordfriedhof in München)
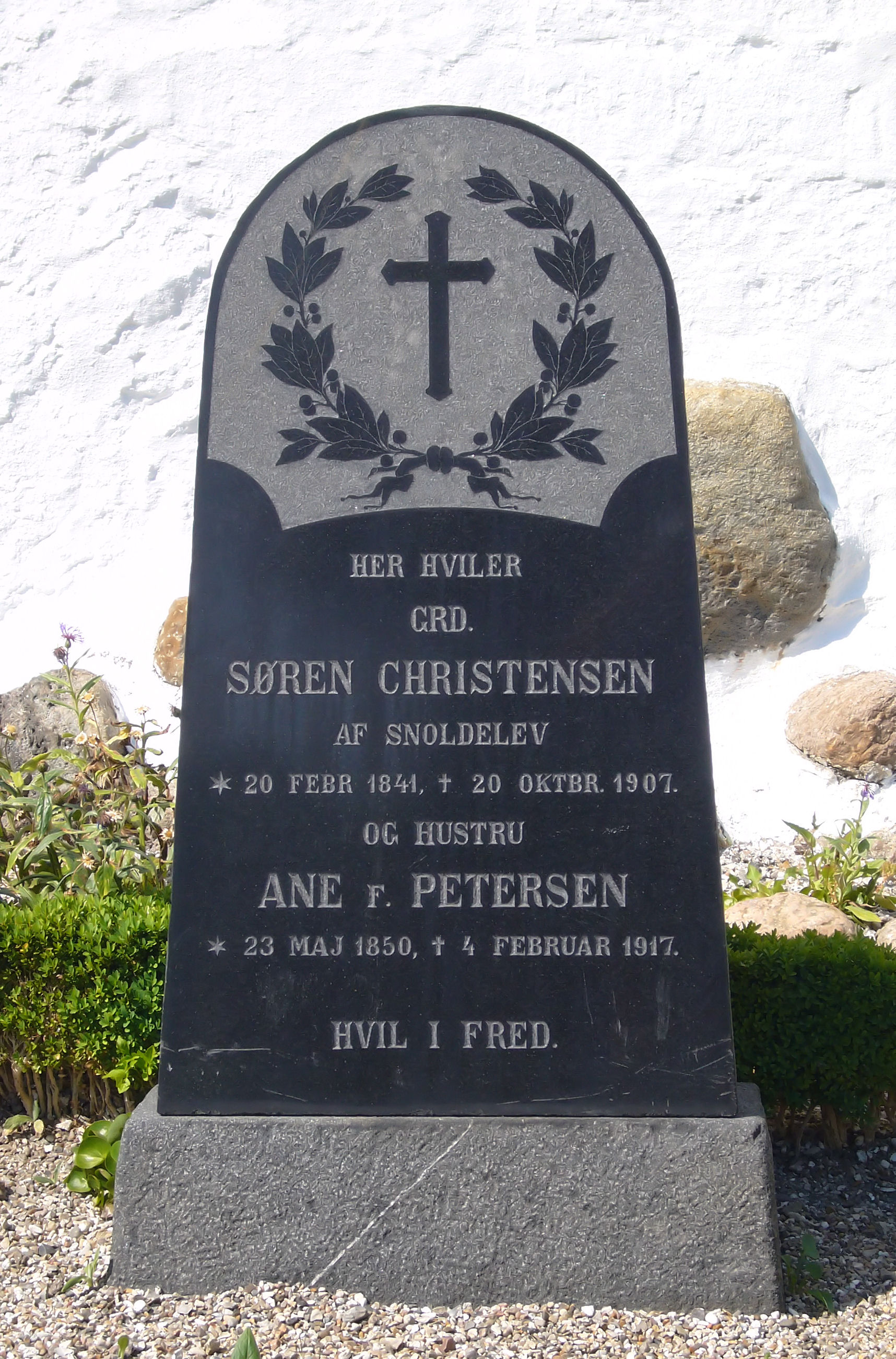
Grabmal auf dem Kirchhof von Snoldelev in Dänemark